# Quando si è soli come me
Quando si è soli come me è il decimo album di studio del complesso musicale italiano degli Alunni del Sole, pubblicato nel 1982.

## Tracce
1. Quando si è soli come me
2. Marilù
3. Tiempo d'ammore
4. Intorno al sole
5. Pierrot
6. Ancora Michelle
7. Natale è 'nu ricordo
8. Continuando verso Napoli